# Pyskowice
Pyskowice (německy Peiskretscham) jsou město v jižním Polsku ve Slezském vojvodství v okrese Hlivice. Leží na historickém území Horního Slezska na severozápadním okraji katovické konurbace zhruba 10 km severně od Gliwic. Z geomorfologického hlediska se rozkládají na Slezské vysočině, protéká tudy řeka Drama. V roce 2023 zde žilo 16 390 obyvatel.

## Historie

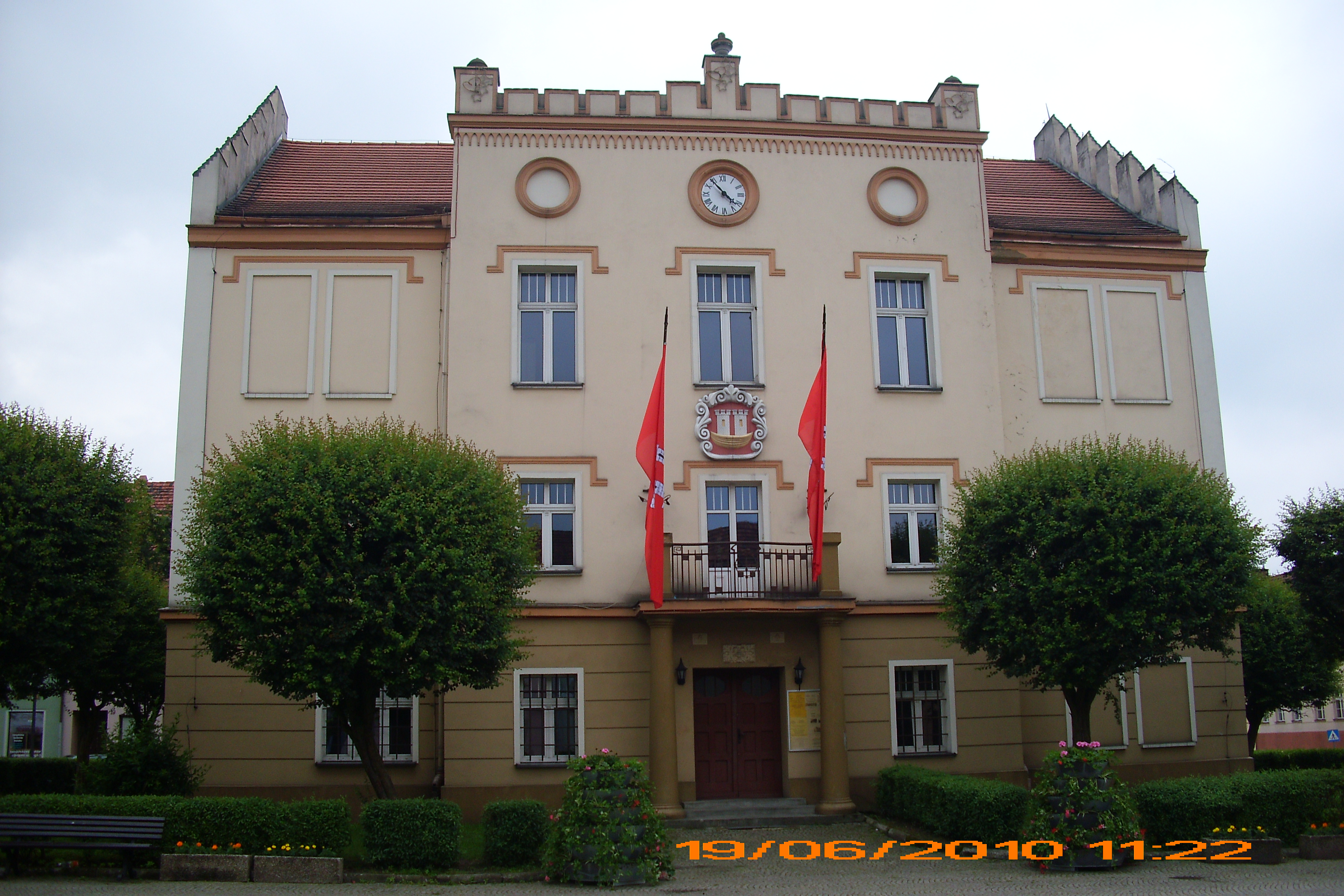
Radnice

Městečko Pyskowice bylo založeno během středověké velké kolonizace, první písemná zmínka pochází z roku 1256. Sdílelo osud Bytomského a Opolského knížectví, tedy do roku 1742 patřilo Koruně království českého a Habsburské monarchii. Po první slezské válce připadlo Prusku a součástí německého státu zůstalo až do roku 1945, kdy bylo přičleněno k socialistickému Polsku.
Historické jádro Pyskowic bylo z velké části vypáleno po obsazení města Rudou armádou na jaře 1945, avšak na rozdíl od mnoha jiných slezských měst došlo pak k jeho obnově se zachováním původní urbanistické kompozice – klasické jednopatrové řadové domy se šikmými červenými střechami. Mezi dochované památky patří farní kostel sv. Mikuláše či novorenesanční radnice z roku 1822, v níž nyní sídlí Městské muzeum.

## Části města
Severně od starého centra se rozprostírají Nowe Pyskowice – velké sídliště postavené v 50. letech 20. století ve stylu socialistického realismu. Jižně od řeky Dramy naopak převládá rodinná a vilová zástavba. Dále k Pyskowicím patří dříve samostatná obec Dzierżno (Sersno). Dzierżnem prochází Hlivický průplav a na jeho katastru se nacházejí dvě vodní nádrže: Dzierżno Duże (Velké Dzierżno) a Dzierżno Małe (Malé Dzierżno).

## Doprava
Pyskowice protíná železniční trať Hlivice – Opolí. Ve městě se nachází železniční skanzen a opravárenské závody. Městskou autobusovou dopravu zajišťují linky integrovaného systému katovické aglomerace (Zarząd Transportu Metropolitalnego, ZTM).